# Vampires Dawn
Vampires Dawn [ˈvæmpaɪə(ɹ)z ˌdɔːn] (engl. Dämmerung der Vampire) ist eine dreiteilige, deutschsprachige Rollenspielreihe von Alexander ‚Marlex‘ Koch. Die Fantasy-Spielereihe ist wegen der großen Komplexität und genauen Bearbeitung in der RPG-Szene sehr beliebt. Die Reihe kann unter anderem auf Veröffentlichungen in verschiedenen Videospiel-Zeitschriften und die Vorstellung bei der Fernsehsendung GIGA Games sowie zahlreiche Auszeichnungen aus der RPG-Szene zurückblicken. Während die ersten beiden Teile als Freeware im Jahr 2001 und 2005 veröffentlicht wurden, erfolgt bei dem dritten Teil eine kommerzielle Vermarktung und Finanzierung durch Crowdfunding. Die Veröffentlichung des dritten Teils erfolgte 2021 nach über neun Jahren Entwicklungszeit zunächst über Steam, weitere Plattformen wie der Epic Games Store und GOG.com sind ebenfalls in Planung.
Das Spin-Off zu Vampires Dawn, Deceit of Heretics, erschien 2007 als mobile Version und thematisiert die Vorgeschichte des ersten Teils. Das Spiel wurde bei der Verleihung der deutschen Entwicklerpreise im Jahr 2007 als bestes mobile RPG Adventure ausgezeichnet. Außerdem erschienen die beiden Originalspiele Reign of Blood in 2013 und Ancient Blood in 2016 als Roman von Cairiel Ari und Alexander Koch im Weltenschmiede Verlag.

## Kernreihe

### Vampires Dawn: Reign of Blood

#### Handlung
Der Spieler wird in die Rolle von Valnar versetzt, einem Menschen, der kurz nach Beginn des Spiels vom Vampir Asgar in einen solchen verwandelt wird. Der unfreiwillige Held, der seine neue Identität zuerst nicht annehmen will, muss gleich mehrere Gewissenskonflikte bewältigen: Einerseits braucht er Blut zum Leben, andererseits leidet seine menschliche Seite darunter, anderen (NSCs) das Blut auszusaugen. Er hasst seinen Schöpfer dafür, dass er ihn zum Vampir gemacht hat, gleichzeitig wird Asgar sein Mentor und bietet ihm Schutz. Alaine war früher ein Mensch, in den sich Asgar verliebt hatte. Aufgrund ihres gestörten Geisteszustands wurde sie aber später hingerichtet und von Asgar als Vampir wiederbelebt. Sie bildet ein Gegengewicht zu Valnar und Asgar und verhindert eine Eskalation mancher Situationen. Allerdings zeichnet sich schnell ab, dass dieses Gleichgewicht sehr instabil ist.
Im Laufe der Geschichte werden die Protagonisten immer mehr mit der Vergangenheit und dem Ursprung der Vampire konfrontiert. So fand vor mehreren hundert Jahren der Heilige Kreuzzug statt, welcher vom einfachen Priester Vincent Weynard angeführt wurde. Damals tauchten die Vampire aus dem Nichts auf und drohten die Menschheit zu vernichten. In dieser Epoche wurde auch Asgar zum Vampir. Weynard erwies sich als fähiger Kämpfer und rottete die Vampire nach und nach (fast) vollständig aus. Schließlich wurde er zum Hohepriester der Kirche ernannt und erhielt Ruhm und Ehre. Valnar, Alaine und Asgar erfahren schließlich, dass Weynard noch am Leben ist und tatsächlich der erste Vampir überhaupt war. Er fand als einfacher Mensch ein Zauberbuch, mit dessen Hilfe er die Vampire erschaffen konnte. Sein Ziel war es, die Menschheit in Angst und Schrecken zu versetzen und anschließend als ihr Retter aufzutreten, was schließlich auch gelang.
Das Ende der Handlung ist von Valnars Gesinnung und seiner Beziehung zu Alaine abhängig, diese Faktoren verändern sich während des Spiels durch die Entscheidungen des Spielers. Im kanonischen Ende versucht Asgar nach der Vernichtung von Vincent Weynard die Macht des Buches der Elras für seine Zwecke zu verwenden, wird aber von Valnar sowie Alaine aufgehalten und besiegt. Sowohl Vincent Weynard als auch Asgar sind in der Ebene der Blutgeister gefangen. Valnar und Alaine wollen nach diesen endlosen Kämpfen und Gefahren keine Vampire mehr erschaffen, bis auf ihre vampirische Tochter Jayna, und in Frieden leben. Jedoch stiehlt ihnen ein Dieb das Buch der Elras, um Asgar aus der Vampirhölle zu befreien. Dies gelingt ihm, und Asgar dürstet es nach Rache an Alaine und Valnar. Er freundet sich zunächst mit Jayna an und gibt ihr die fehlende Nähe zum Leben als Vampir, damit sich diese irgendwann von ihren vampirischen Eltern abwendet.

#### Entwicklung
Vampires Dawn wurde im August 2001 fertiggestellt und veröffentlicht; es wurde mit dem RPG Maker 2000 entwickelt.
Die Arbeiten am Spiel begannen weniger als ein Jahr zuvor. Bereits im März 2001 erschien eine erste spielbare Demo, welche in der RPG-Maker-Community sehr wohlwollend aufgenommen wurde. Bereits 2000 hatte Marlex mit „Dunkle Schatten“ sein erstes RPG-Maker-Spiel veröffentlicht, welches jedoch noch nicht auf dieselbe Resonanz wie Vampires Dawn stieß.
2008 gab es Verhandlungen, aus dem Spiel einen kommerziellen Ableger für den Nintendo DS zu machen, diese wurden jedoch verworfen. Im November 2012 erschien eine englische Übersetzung des Spiels.

#### Rezeption
Das RPG-Atelier, die älteste bekannte deutsche Maker-Community, vergab 4/5 Sterne als aggregierte Gesamtbewertung, sowohl aus Sicht der Redaktion als auch der Community. Die technischen Aspekte von Vampires Dawn erhielten eine gute Bewertung, während bei der Grafik, Technik und Story durchschnittlich bis gute Bewertungen vergeben wurden. Hervorgehoben werden besonders die vielen Freiheiten, die das Spiel bietet, während der Schwierigkeitsgrad teils kritisiert wird.
Hinsichtlich der heruntergeladenen Exemplare lässt sich schwer eine genaue Zahl festlegen, da das Spiel seit Veröffentlichung als Freeware über viele verschiedene Quellen angeboten wurde. Der Entwickler veröffentlichte zuletzt in 2019 eine Übersicht, bei der über 2 Millionen heruntergeladene Exemplare benannt werden. In der Computerzeitschrift Computer Bild wird Vampires Dawn seit Januar 2008 zum Download angeboten und kann laut des Anbieters seitdem über 54.000 Downloads verzeichnen. Die Plattform rpgmaker.net verzeichnet knapp 5.600 Downloads. Zudem erschien das Spiel im Rahmen des Magazins Bravo Screenfun auf der beigelegten DVD in den Ausgaben für August 2002 und März 2005. Das Magazin hat in den beiden Monaten jeweils durchschnittlich circa 176.000 und 132.000 Exemplare verkauft.

#### Auszeichnungen
- RPG-Atelier – Spiel des Jahres (2001)[18]
  - Editor's Choice (Gold)
  - Player's Choice (Gold)

### Vampires Dawn II: Ancient Blood

#### Handlung
Der Protagonist in Ancient Blood ist erneut Valnar und das Geschehen geht nahtlos vom kanonischen Ende des ersten Teils über. Valnar und Alaine haben eine Familie gegründet und leben unauffällig mit ihrer Tochter Jayna, die sie aus einem Menschen erschaffen haben, friedlich mit Menschen zusammen. Währenddessen kann Asgars Geist keine Ruhe finden, da er als Blutgeist (toter Vampir) zur ewigen qualvollen Existenz verdammt ist. Er begegnet dem Dieb Strife, der ihm hilft, durch das Zauberbuch von Vincent Weynard wieder körperliche Gestalt anzunehmen. Damit setzt er jedoch ungewollt noch ganz andere Dinge in Bewegung: Der Zauber belebt einen verdammten und körperlosen Elras-Geist wieder, der sich unbemerkt Asgars Körper bemächtigt. Anfangs will sich Asgar an Valnar rächen und sucht ihn und Alaine auf. Bevor es dazu kommt, trifft er aber auf Jayna, die er mit auf sein Schloss nimmt, wo er sie in die dunklen Künste einweiht. Valnar und Alaine suchen überall nach ihrer Tochter, bis sie sie auf der Burgturmspitze von Asgars Schloss finden. Außerdem treffen sie auf eine merkwürdige Skelettarmee. Nach einer kurzen und sehr kühlen Begrüßung beginnt Asgar, dessen Willen mittlerweile komplett von dem Elras-Geist übernommen wurde, einen sehr komplizierten und kräftezehrenden Zauber zu wirken. Dieser verändert die gesamte Spielwelt, und verrückt die Zeit zurück in die Ära der Elras-Magier – grausame Monster, die nun ihren vorhergesehenen Untergang verhindern wollen. Danach verlässt der Geist den mittlerweile fast zu Tode geschwächten Asgar und bemächtigt sich Jaynas Körper. Asgar findet sich abseits seines Schlosses wieder und macht sich auf, Valnar und Alaine zu finden. Zusammen beginnen die drei, sich in der komplett neuen Welt zurechtzufinden. Dabei hilft ihnen ein geheimnisvolles Wesen namens Jinnai, welches ihnen erklärt, die Elras hätten die Welt nur wieder umgeformt, um an die von ihnen geschaffene Steintafel zu kommen, welche einen Zauber enthält, mit dem man die ganze Welt beherrschen kann. Sie wurde jedoch schon zur Zeit der Elras in neun Bruchstücke zerstört, welche zur Verteidigung auf neun Burgen verteilt wurden. Valnar, Alaine und Asgar müssen diese erobern, um an die Bruchstücke zu kommen und die Elras aufzuhalten.
Im späteren Verlauf des Spiels wird die Frage nach der eigentlichen Herkunft der Vampire sowie des Zauberbuchs von Vincent Weynard endgültig aufgeklärt. Demnach taten sich vor hunderten von Jahren verschiedene normalsterbliche Menschen zusammen, die sich in dunkler Magie übten und schließlich zu den Elras-Magieren wurden. Die Elras haben u. a. die Fähigkeit, nach ihrem Tod als so genannte Schattengeister weiter zu existieren und von anderen Wesen Besitz zu erlangen, wie es etwa bei Asgar der Fall war. In der gleichen Epoche regierte der Pharao Ustra über ein Wüstenvolk, das er versklavte. Nachdem die Elras immer mächtiger wurden, gründete sich zudem der Clan der Heiligen Krieger, um gegen die Elras anzutreten. Es entbrannte ein Kampf zwischen diesen drei Mächten um die Vorherrschaft der Welt. Die Elras schufen eine Steintafel, die einen Zauber beinhaltete, der so mächtig war, dass er jedem, der ihn aussprach, die Macht über die Welt gab. Bevor sie jedoch die Tafel einsetzten, wollten die Anführer der Elras Pharao Ustra besiegen. Dieser war jedoch zu mächtig und tötete die Elras-Führer. Er sperrte sie in ihr eigenes Zauberbuch ein. Anschließend machte er sich auf, die letzten Elras zu töten. Im Kampf wurde jedoch das Buch in eine Schlucht und schließlich einen See geworfen, so dass es für viele Jahre unauffindbar war. Einige der letzten Elras versuchten nun, die Steintafel zu aktivieren, jedoch kam ihnen wieder Pharao Ustra zuvor und vernichtete sie. Bevor er jedoch selbst die Tafel benutzen konnte, wurde er von den Truppen des Clans der Heiligen Krieger getötet, da er durch den Kampf zu sehr geschwächt wurde. Als deren Anführer die Tafel selbst benutzen wollte, zersprang sie in neun Bruchteile, da man für Zauber grundsätzlich die Seelen von Menschen oder Tieren braucht, die er aber nicht hatte. Er verschwieg die Tatsache, dass er die Tafel selbst benutzen wollte und behauptete als einziger Überlebender – einen weiteren Soldaten hatte er zuvor getötet, nachdem dieser für die Zerstörung plädierte – er habe die Tafel zerschlagen. Die Bruchteile wurden schließlich in die neun Burgen des Clans gebracht, um sie beschützen zu können. Pharao Ustra war zwar tot, jedoch hatte er zuvor den Zauber der Elras genutzt, um selbst nach seinem Tod zu einem Schattengeist zu werden. In dieser Form suchte er sich einen neuen Wirtskörper (Jinnai), kämpfte erneut gegen den Clan und schaffte es tatsächlich, die neun Bruchstücke zusammenzufügen und die Tafel zu benutzen. Im Gegensatz zum Clan-Führer hatte er zwar die notwendigen Seelen, trotzdem funktionierte der Zauber der Tafel nicht. Die Elras hatten einen Schutzmechanismus errichtet, der erst von einem Elras deaktiviert werden muss. Die Welt formte sich neu und die Bruchstücke waren verloren. Durch diese Weltumwandlung wurde auch das Zauberbuch der Elras an die Oberfläche getrieben, wo es von Alaine gefunden und zu Vincent Weynard gebracht wurde. Durch das Aussprechen eines Zaubers wurde einer der Elras-Führer befreit und wanderte in Vincents Körper. An dieser Stelle setzte die Handlung von Vampires Dawn I an.
Das kanonische Ende beinhaltet den finalen Kampf, bei dem sich Valnar, Asgar und Alaine den Schattengeistern und deren Wirten (Raron und Jayna) stellen müssen. Die drei Elras-Führer Ghadar, Gorgoth und Morlon sind vor der Steintafel vereint. Es stellt sich heraus, dass der dritte Schattengeist sich in Valnars Körper versteckt hat und diesen erst im entscheidenden Moment übernahm. So müssen sich Asgar und Alaine in der letzten Schlacht gegen Valnar stellen, die sie aber gewinnen können. Die Geister verlassen die toten Körper, werden jedoch in den Bannstein gezogen und haben keine Kontrolle mehr. Das Ende der Welt wurde abgewendet, aber die Blutgeister von Valnar und Jayna gelangen in die Ebene der Blutgeister. Zudem will Asgar die Steintafel einsetzen, um sich deren Macht anzueignen. Alaine widerspricht und will zuerst ihre verlorene Familie aus der Vampirhölle befreien. Sie zerbricht die Steintafel, bevor Asgar sie einsetzen kann und beide teilen die Bruchstücke unter sich auf. Währenddessen konfrontiert Valnar in der Ebene der Blutgeister Jayna damit, dass sie die Schuld an der ganzen Katastrophe trägt. Sie jedoch erklärt ihrem vampirischen Vater, dass sie ungewollt in die Welt der Vampire gebracht wurde. Sie wollte niemals ihre echte Familie verlieren, doch das kümmerte Valnar und Alaine nicht. Der Epilog endet damit, dass Alaine verzweifelt das Buch der Elras sucht und Asgar die Geduld verliert und die Steintafel einsetzen will. Er bereitet sich auf einen Krieg gegen Alaine vor, die sich aber nicht kampflos ergeben will.

#### Entwicklung
Vampires Dawn II wurde am 30. Oktober 2005 veröffentlicht. Die Technik, Musik, Grafik und Animationen wurden verbessert. Das rundenbasierende Kampfsystem des Vorgängers wurde durch ein ATB-Kampfsystem ersetzt. Zudem wurde es mit der neueren Version des RPG-Makers erstellt, dem RPG-Maker 2003.
In Ancient Blood wird mehr Brutalität gezeigt als in Reign of Blood. Beispielsweise wurden neue und explizitere Todesarten für die verschiedenen Charaktere eingebaut. Außerdem wird viel geflucht, beleidigt und gequält – man muss Menschen, Elras und andere Wesen auf einer magischen Streckbank foltern, um wichtige Informationen zu erhalten. Indem die Folteropfer nach der Preisgabe der Informationen nicht sterben, sondern lediglich ohnmächtig werden, wurde die Brutalität diesbezüglich ein wenig abgeschwächt.
Im Dezember 2011 wurde eine Portierung beider Vampires-Dawn-Teile auf Basis von Wine für Mac OS veröffentlicht, diese wurde 2017 zur Behebung von Kompatibilitätsproblemen aktualisiert.
Eine englische Übersetzung erschien im August 2016.

#### Rezeption
Der zweite Teil der Vampires-Dawn-Reihe erhielt eine aggregierte Gesamtbewertung von 4,5/5 Sternen (Community) bzw. 3,5/5 Sternen (Redaktion) durch das RPG-Atelier. Während die Bewertungen der Nutzer durchwegs positiv in allen Kategorien sind, kritisiert die Redaktion vor allem die Story. Es fehle an Tiefgang hinsichtlich der Hauptcharaktere und die Geschichte fällt mit dem Fortschreiten des Spiels immer weiter in den Hintergrund.
Ähnlich wie bei dem Vorgänger gibt es nur wenige Quellen bezüglich der Anzahl an Downloads. Computer Bild bietet auch den zweiten Freeware-Teil zum Download an und verzeichnet seit Oktober 2010 knapp 14.000 Downloads. Das Magazin Bravo Screenfun hat das Spiel auf der beigelegten DVD in den Ausgaben für Oktober 2005 und Januar 2006. Von den beiden Ausgaben wurden durchschnittlich circa 132.000 und 63.000 Exemplare verkauft.

#### Auszeichnungen
- RPG-Atelier – Demo des Jahres (2002)[24]
  - Player's Choice (Gold)
- RPG-Atelier – Spiel des Jahres (2005)[25]
  - Player's Choice (Gold)
  - Editor's Choice (Silber)

### Vampires Dawn III: The Crimson Realm

#### Handlung
In The Crimson Realm findet das Geschehen als direkte Weitererzählung von einem der sechs Enden aus Ancient Blood statt. Anders als in den beiden Vorgängern übernimmt Asgar die Rolle des Protagonisten. Asgar und Alaine befinden sich vor der Steintafel der Elras, nachdem sie die von Schattengeistern besessenen (Valnar, Jayna und Raron) vernichten mussten. Asgar will die Steintafel einsetzen, um an deren Macht zu gelangen, während Alaine das Buch der Elras finden möchte, um Valnar wiederzubeleben. Die beiden einigten sich darauf, die Steintafel aufzuteilen und diese nicht einzusetzen, bis das Buch gefunden wurde. Die Zeit verging, und Asgar wurde immer ungeduldiger, die Steintafel einzusetzen. Alaine ließ sich jedoch nicht drängen, worauf ein Streit zwischen den beiden ausbrach. Dieser geriet dermaßen außer Kontrolle, dass beide Seiten sich gnadenlos bekämpften, um ihre Ziele zu erreichen. Bei ihrer Suche nach dem Buch der Elras trifft Alaine unerwartet auf eine Erscheinung von Jaynas Blutgeist, der ihr verrät, dass der Heilige Kreuzzug das Buch verwahrt. Alaine macht sich auf den Weg, um sowohl Valnar als auch Jayna aus der Ebene der Blutgeister zu befreien. Ihr gelingt es, das Buch einem korrumpierten Soldaten abzunehmen, der von den dunklen Mächten der Elras besessen war. Währenddessen ist Asgar im Begriff, Alaines letztes Versteck zu finden, um an die fehlenden Bruchstücke zu gelangen. Er findet den entscheidenden Hinweis und schickt seine Truppen auf den Weg nach Edyril, der letzten Stadt unter der Kontrolle von Alaine, unter der Führung seiner neuen Gefährtin Celene Varianis. Alaine entrinnt den beiden nur knapp, leidet aber unter der Verletzung von Asgars Verdammnisklinge. Auf der Flucht vor Asgar wird sie jedoch von Elras abgefangen, welche Alaine beobachtet haben. Asgar folgt den Spuren und findet Alaine in einem der Tempel der Elras, wo er sie nach einem erbitterten Kampf vor deren Folter rettete. Die Elras sind gestorben, jedoch haben sie Asgar und seinen Mitstreitern alle Kräfte durch eine magische Rune entzogen und Alaine mit einem magischen Halsband an Asgar gebunden. Bei ihrer Rückkehr zu Asgars Schloss erkennen seine beherrschten Untertanen, dass Asgar schwach geworden ist. Sie hintergehen ihn und verlassen das Schloss. Zeitgleich befindet sich Jayna mit Valnar in der Ebene der Blutgeister, wo sie ihre wahren Absichten zeigt. Sie will sich an ihren beiden vampirischen Eltern Valnar und Alaine rächen, die ihr Leben für immer verändert hatten. Sie schmiedet zusammen mit ihrer Schwester Nyria, die als Befehlshaberin im Heiligen Kreuzzug agiert, einen großen Racheplan. Zudem war Jayna diejenige, die die zuvor vernichteten Elras wieder beschworen hat. Nyria stürmt mit den Truppen des Heiligen Kreuzzuges Alaines Versteck in Edyril und findet das Buch der Elras in einem Geheimgang. Alaine steht, bedingt durch das Halsband der Elras, nun vollständig unter der Kontrolle von Asgar. Die Reise für die Zweckgemeinschaft zwischen Asgar, Alaine und Celene beginnt damit, das Buch und die Bruchstücke zu beschaffen und zu untersuchen, was es mit dem Wiederkehren der Elras auf sich hat. Parallel verfolgt Jayna mit Nyria den Plan, die Vampire auf der gesamten Welt auszulöschen. Nyria arbeitet mit ihrem Hauptmann Sir Baltur und den Truppen des heiligen Kreuzzuges zwar für den König, verfolgt aber den geschmiedeten Plan mit Jayna im Hintergrund.
Im weiteren Verlauf tritt die Vergangenheit von Celene in den Vordergrund, die von Vampiren im sogenannten Haus der Freudentränen als Prostituierte gefangen gehalten wurde. Das Haus wurde unter anderem von ihrem Bruder Larius geführt, wovon beide Seiten aber nichts wussten. Celene behält es zudem für sich, dass Larius ihr Bruder ist. Wutentbrannt macht sich Asgar auf den Weg, das Haus zu vernichten, allerdings ist ihm der Heilige Kreuzzug bereits zuvorgekommen. An diesem Punkt stellt sich zudem heraus, dass die Elras mit ihrem derzeitigen Anführer Lord Veldaris alle Gruppierungen aus dem Verborgenen genau beobachten und versuchen, diese gezielt zu manipulieren. Die alten Elras-Magier aus früheren Kämpfen existieren zwar nicht mehr, jedoch wurden die Soldaten des Heiligen Kreuzzuges, die mit dem Buch der Elras in Kontakt traten, nach und nach zu neuen Elras. Alle Menschen, die sich in der Nähe des Buches aufhalten, werden nach und nach korrumpiert. Während Asgars Gemeinschaft bei der Suche nach dem Buch und den Bruchstücken auf ein neues Rätsel in Form von Symbolen und Tätowierungen stoßen, die sowohl bei Rittern des Heiligen Kreuzzuges als auch bei Vampiren auftreten, gelingt es Nyria mit einem Zauberspruch der Elras, ihre Schwester Jayna aus der Ebene der Blutgeister zu befreien. Bei der Untersuchung eines von Vampiren besetzten Elras-Gewölbes findet Asgar heraus, dass die Vampire mit dem Heiligen Kreuzzug kooperieren. Sir Baltur, der Hauptmann von Nyria, arbeitet hinter ihrem Rücken mit den Vampiren. Währenddessen schart Nyria zusammen mit Jayna weitere Anhänger um sich und verfällt langsam dem Wahnsinn der Elras-Magie. Parallel zu Jaynas Rückkehr wird auch Valnar von den Elras wiederbelebt, um unbewusst Teil ihrer Pläne zu werden. Sie platzieren ihn bewusst vor dem Eingang des Gewölbes, damit Asgars Gemeinschaft ihn entdeckt und aufnimmt. Jedoch eskaliert das Wiedersehen schnell in einem Kampf zwischen Asgar und Valnar, dem Asgar jedoch aufgrund seines geschwächten Zustandes unterliegt. Aufgrund des Elras-Halsbandes an Alaines Hals tötet Valnar ihn jedoch nicht. Nach einer hitzigen Diskussion und einem Rückblick über die Geschehnisse für Valnar tritt er der Zweckgemeinschaft bei, vorwiegend um Alaine zu helfen. Ihre Suche führt die Gruppe zum Tempel des Blutes, wo sie den finsteren Machenschaften von Larius und Sir Baltur auf die Schliche kommen. Der Tempel wird verwendet, um Blut aus überwachten Frauen und Kindern zu gewinnen. Sir Baltur hat ihnen eingeredet, dass draußen nur noch der Tod wartet, weswegen sie freiwillig im Tempel verweilen. Im Tempel findet Celene zudem die Kette, die Larius absichtlich hat fallen gelassen, damit Celene sich an ihre Vergangenheit erinnert und zu ihrem Bruder hält. Celene erinnert sich an das Versteck von Larius, wo sich Asgar, Valnar und Alaine hinbegeben, während Celene die Frauen und Kinder in Asgars Schloss bringen soll. Im Versteck wird der Gruppe klar, dass Celene und Larius verwandt sind, worauf Asgar sich zurück in sein Schloss begeben und Celene zur Rede stellen will. Am Schloss angekommen, sehen sie, dass dieses von den Rittern und Vampiren angegriffen wird. Asgar kämpft sich bis zum Thronsaal, wo er ein letztes Mal Larius entgegentritt. Er besiegt ihn, allerdings versucht Celene ihm zur Flucht zu verhelfen. Aufgrund seiner Verletzungen lässt Celene ihn zurück und flieht vor allen, da ihre negativen Emotionen sie überwältigen. Sie versucht, sich im Versteck von Larius zurückzuziehen, wird aber letztendlich von Asgar konfrontiert. Celene zerbricht an ihrem Schmerz und wirft erst eines von Asgars Bruchstücken der Steintafel in die Lava und nimmt sich anschließend selbst das Leben.
Nyria und Jayna läuten währenddessen den Beginn der letzten großen Schlacht gegen die Vampire ein. Nyria verfällt der Elras-Magie zunehmend und korrumpiert den König, Sir Baltur und alle Soldaten des Heiligen Kreuzzuges für ihre Zwecke. Asgar erkennt, dass sie die ganze Zeit kein Stück weiter gekommen sind und nun auch die Steintafel vollkommen verloren scheint. Valnar macht sich alleine auf die Suche nach einer Lösung für Alaines Elras-Halsband und trifft dabei auf die Kinder der Apokalypse in einer alten Elras-Stätte, von denen er einen Hinweis auf eine weitere Elras-Stätte erhält. Auf seinem Rückweg entdeckt er einen Zettel vor Asgars Schloss, der die Gruppe nach Atronus führt. Dort werden sie von einem Elras in eine Falle gelockt, der sie nur knapp entwischen. Zeitgleich marschiert Nyria mit ihrer korrumpierten Armee ein und vernichtet alle Vampire im Ort. Asgar, Valnar und Alaine wird dementsprechend klar, dass nur der Heilige Kreuzzug das Buch haben kann. Valnar verlässt die Gruppe schlagartig und begibt sich in die zweite Kultstätte, wo er auf Jayna trifft, die die Verdammnisklingen schmiedet. Er findet heraus, dass Jayna hinter all dem Chaos steckt und auch die Elras beschworen hat. Indes stellt sich heraus, dass Alaines Bruchstücke nie das ursprüngliche Versteck verlassen haben. Valnar geht einen Handel mit Jayna ein, mit dem er Asgar verrät und Alaine zu retten versucht. Sie soll Zugang zu den noch übrig gebliebenen Bruchstücken von Asgar erhalten und sich die aus Alaines Versteck ebenfalls holen, auch wenn bereits ein Bruchstück zerstört ist. Nach einem langen Gespräch gelingt es Valnar, Jayna zu überzeugen. Jayna verrät Valnar das Versteck von Sir Baltur, zu dem Valnar Asgar locken soll. Dort angekommen, bekämpft die Gruppe einen korrumpierten Sir Baltur und kommt zu dem Schluss, dass der letzte Stützpunkt des korrumpierten Heiligen Kreuzzuges angegriffen werden muss. Der finale Showdown beginnt auf der von Elras besetzten Burg Horan. Bevor jedoch ein Kampf beginnt, verzaubert der Elras-Anführer Lord Veldaris die Gruppe und diese fällt in einen tiefen Schlaf. Nachdem sie aufwachen kommt nochmal die Szene, wo Asgar Valnar und Alaine über die Lava für deren "Verrat" gefesselt hat mit der das Spiel beginnt. Wie bei den beiden Vorgängern gibt es an dieser Stelle mehrere Möglichkeiten, das Spiel zu beenden, und ein kanonisches Ende ist bislang nicht festgesetzt.

#### Entwicklung
Zunächst hatte Alexander Koch im Januar 2010 sämtliche Arbeiten an Vampires Dawn aus beruflichen Gründen eingestellt. Dabei kündigte er auch an, dass es trotz der Beliebtheit der Serie keine Fortsetzung geben wird. Kurz darauf wurde das Projekt von ‚Brianum‘ übernommen, der einen Relaunch der Vampires-Dawn-Webseite und des dazugehörigen Forums angekündigt hatte. Dieser wurde im August 2010 vollzogen. Die neu aufgebaute Webseite enthielt auch ein Browserspiel. Im August 2012 tauchte jedoch auf der offiziellen Seite der Hinweis „Vampires Dawn III - Infos folgen im September“ auf. Dies und die Tatsache, dass sich Alexander Koch eine neue Signatur im Forum angelegt hatte, in der man die Figuren Alaine und Asgar sehen konnte und der Schriftzug „Jedes Leid hat ein Ende...“ darunter stand, löste Spekulationen auf einen offiziellen Nachfolger der Serie aus. Koch selbst hatte im Teambereich des Forums darum gebeten, dass ab jetzt alle Threads geschlossen oder umbenannt werden, die sich um eine inoffizielle Fan-Fortsetzung drehen. Ende August 2012 beantwortete Brianum auf der offiziellen Facebook-Seite von Vampires Dawn die vielen Fragen der Fans, ob das Spiel von Koch kommt, mit: „Ja, es kommt von Marlex. Weitere Infos folgen im September.“ Des Weiteren wurde geschrieben, dass Koch noch nicht mit dem Projekt begonnen habe. Außerdem erwähnte Brianum, ebenfalls auf der Facebook-Seite, dass auch das aus den ersten beiden Teilen bekannte Trio – Valnar, Asgar und Alaine – wieder vertreten sei.
Ebenfalls Ende August wurden erste Informationen geleakt. Demnach sollte das Spiel den Untertitel The Crimson Realm tragen, was wörtlich übersetzt „Das blutrote Reich“ heißt, offiziell aber die englische Bezeichnung für die „Ebene der Blutgeister“ ist. Der Nachfolger sollte die Geschichten von Vampires Dawn: Reign of Blood und Vampires Dawn: Deceit of Heretics verbinden. Das Projekt sollte durch Crowdfunding finanziert werden. Es sollte der erste kommerzielle Ableger der Serie werden und mit der Torque 2D Engine der Firma GarageGames erstellt werden. Das Spiel sollte sowohl auf Deutsch als auch auf Englisch für Windows, Mac OS und erstmals auch für iOS veröffentlicht werden. Im September 2012 wurde die offizielle Seite für das Crowdfunding-Projekt freigegeben. Es sollten 170.000 € bis zum 28. Februar 2013 gesammelt werden, um das Projekt zu realisieren. Zwischenzeitlich wurden sogenannte Stretch-Goals eingeführt, demnach wurde angekündigt, bei einer Summe von 120.000 € das Spiel im gezeigten Stil zu realisieren und zusätzliche Inhalte in spätere Erweiterungen zu verlagern. Wenn am Ende der Aktion jedoch mindestens 45.000 € übrigblieben, würde der neue Teil in einem einfacheren Stil realisiert werden, der sich an den Vorgängern orientiere. Das Projekt spielte jedoch nur knapp 40.000 € ein. Backer der Crowdfunding-Aktion erhielten ihr Geld zurück.
Im Juli 2014 gab Marlex bekannt, dass er einen erneuten Crowdfunding-Versuch starten würde, wenn ab Herbst die Plattform Kickstarter auch für Deutschland zur Verfügung stünde; einen Teil würde er auch durch die Buchverkäufe der Romanadaption finanzieren. Im Gegensatz zu dem vorherigen Projekt soll es sich dieses Mal jedoch um einen Nachfolger handeln und nicht um einen Vorgänger. Auch was den Inhalt und den Stil betrifft, möchte er sich mehr an den beiden Vorgängern orientieren. Daher würde eine an mit dem RPG-Maker erstellte Spiele erinnernde Variante angestrebt und nicht mehr auf HD-Grafiken gesetzt. Den RPG-Maker würde er jedoch weiterhin nicht benutzen wollen, um das Spiel auch für andere Plattformen zu ermöglichen. Die ursprüngliche Geschichte von The Crimson Realm soll in Form von Rückblenden dennoch mit einfließen. Am 5. Juni 2016 erschien der erste Prototyp des Spiels, der mit dem RPG Maker MV erstellt wurde. Dieser ermöglicht erstmals eine Multi-Plattform-Entwicklung, da er die ganze Palette von Windows/Mac/Linux sowie Android und iPhone unterstützt. Eine erste Demo mit einer Spielzeit von ca. 8 bis 9 Stunden ist am 8. Dezember 2018 veröffentlicht worden. Zeitgleich startete eine neue Crowdfunding-Aktion mit einem Ziel von 15.000 €. Bereits am ersten Tag wurden zwei Drittel der Spendensumme eingenommen und im Verlaufe der nächsten Wochen bereits mit über 50.000 € übertroffen. Dieses zweite Crowdfunding spielte mehr ein als das erste und fand bis Ende April 2019 statt. Anfang Mai 2019 berichtete der Entwickler, dass das Crowdfunding den angesetzten Zielbetrag erreicht und übertroffen hatte. Bis zur Veröffentlichung erhalten Interessenten weiterhin die Möglichkeit, mittels einer Spendenmöglichkeit, das Spiel vorzubestellen. Gleichzeitig wurde der Release der neuen Webseite inklusive eines offiziellen Trailers für das Spiel angekündigt. Im Mai 2019 erfolgte der Relaunch der Webseite und im Anschluss die Veröffentlichung eines Teasers und Trailers.
Im Februar 2020 teilte der Entwickler Alexander Koch mit, dass nach aktuellem Status die Hauptgeschichte zu 70 % und die Spielwelt zu 80 % erarbeitet sind. Im April 2020 folgte eine weitere Ankündigung dahingehend, dass sich die Kooperation mit Grafikern bedingt durch die COVID-19-Pandemie verlangsamt. Im Juni 2020 hat Vampires Dawn III den Status der Alpha-Version erreicht, womit die Hauptgeschichte abgeschlossen ist. Im Juli 2020 veröffentlicht Koch die Shop-Seite des Spiels auf der Internet-Vertriebsplattform Steam. Bis zum Mai 2021 wurden verschiedene Updates und Meilensteine veröffentlicht, die mit der Ankündigung des Gold-Status am 5. Mai 2021 komplettiert wurden. Der Entwickler kündigt darin die Verteilung der Steam-Codes an und benennt die Prüfphase durch Steam als letzten Schritt vor dem Release an. Die offizielle Veröffentlichung in deutscher Sprache erfolgte am 19. Mai 2021, während der Release der englischen Version bis Ende September 2021 erfolgen soll. Im Dezember 2021 wurde eine durch Fans erstellte Übersetzung als Patch veröffentlicht. Die offizielle Übersetzung in Englisch wurde im November 2022 implementiert.

#### Zusatzinhalte
Im Rahmen der zweiten Crowdfunding-Kampagne von 2018 kündigte Koch an, dass bei einer Mindestspende von 14,99 € die jeweiligen Unterstützer die Asgar Super Deluxe Edition (später umbenannt in Asgar Deluxe Edition) erhalten. Diese beinhaltet einen zusätzlichen Charakter, den Werwolf, sowie einen zusätzlichen Dungeon und Gegenstand. Außerhalb der Crowdfunding-Kampagne, die im Mai 2019 endete, ist die Edition bislang nicht erhältlich. Die Vorbestellung des Spiels ist bis zum 15. Mai 2021 möglich gewesen und beinhaltet die Standard-Edition mit dem Werwolf-Charakter als Bonus. Zudem wurden kostenlose Modifikationen angekündigt, mit denen der Spieler zwischen den unterschiedlichen, optischen Stilen der Hauptcharaktere basierend auf den beiden Vorgängern wechseln kann.

#### Rezeption
Vor dem Release berichtete IGN im Dezember 2018 über den neuen Ableger der Serie und sagte: „Vor allem bei den Charaktergrafiken hat die Reihe einen großen Sprung nach vorn gemacht und an Qualität gewonnen.“ Im Mai 2019 erfolgte der Relaunch der Webseite. Nach der Veröffentlichung eines ersten Teasers sowie eines Trailers folgten im Juli 2019 weitere Berichterstattungen bei GameStar, und 4Players bei der erstere Vampires Dawn als Kult-Phänomen unter RPG-Maker Fans Anfang der 2000er betitelt.
The Crimson Realm wurde von der Steam-Community und dortigen Kuratoren-Rezensionen als positiv empfunden (90 %). Innerhalb der ersten beiden Wochen nach der Veröffentlichung hat der Entwickler durch verschiedene Aktualisierungen und Patches auf das Feedback der Steam-Community reagiert. Unter anderem wurde der Schwierigkeitsgrad, ähnlich wie bei den Vorgängern, kritisiert, worauf die Implementierung verschiedener Einstellungsmöglichkeiten folgte. Der Nutzer hat nun unter anderem die Möglichkeit, die Feindesstärke, den Ressourcenbedarf und den Respawn von Feinden zu modifizieren. Die Plattform Steam Spy schätzt die vermarkteten Exemplare von Crimson Realm zwischen 50.000 und 100.000 seit Veröffentlichung der Steam-Seite, was auch die Unterstützer der Crowdfunding-Kampagne beinhaltet.
Das britische Onlinemagazin Eurogamer benennt The Crimson Realm in einem Artikel über Videospiele mit Vampiren als eines der Top-10-Spiele und den größten Geheimtipp. In dem kurzen Einblick werden besonders die Figuren, Dialoge und Erzählungen als positiv hervorgehoben. GameStar hat eine Bewertung von 75/100 vergeben und benennt die Erkundungsmöglichkeiten und das Retro-Rollenspielerlebnis als besonders positive Aspekte. Schwächen lassen sich an der fehlenden Charakterentwicklung im Allgemeinen erkennen.

### Vampires Dawn: Deceit of Heretics
Vampires Dawn: Deceit of Heretics wurde am 28. August 2007 für Mobiltelefone veröffentlicht und ist eine offizielle Vorgeschichte von Vampires Dawn: Reign of Blood. Es geht um den Vampir Vince Neras, seine Skelettdiener Romus und Manok, sowie um die kürzlich verwandelte Lara Vynus. Das Spiel ist vierhundert Jahre vor dem ersten Teil angesiedelt und spielt während des Heiligen Kreuzzuges. Eine Priesterin von Vincent Weynard mit dem Namen Ayrene Molana Trevos hat spezielle Ringe hergestellt, die Vampire unterwerfen können; sie ist die Hauptantagonistin des Spiels.
Dieses Projekt ist seit Ende Oktober 2010 für den PC auf der Webseite für registrierte Mitglieder erhältlich und lief unter der Leitung des Unternehmens Dawnatic Games, zu der auch der Autor der ersten beiden Teile gehörte. Vampires Dawn: Deceit of Heretics funktioniert unter Windows, Mac OS und Linux. Es ist außerdem das erste Spiel der Serie, das neben Deutsch auch in englischer Sprache erschienen ist.
Das Spiel wurde 2007 mit dem deutschen Entwicklerpreis für Computerspiele als bestes mobiles RPG Adventure ausgezeichnet. Nach Angaben des Entwicklers wurden bis Januar 2010 mehr als 25.000 Exemplare des Ablegers verkauft. Das Online-Magazin für Videospiele Pocket Gamer beschreibt Deceit of Heretics als ein detailliertes RPG-Erlebnis mit einer riesigen Welt zum Erkunden und vergibt eine Wertung von 3,5/5.

### Vampires Dawn: Battle Towers
Im März 2008 wurde mit Battle Towers ein zweiter offizieller Ableger von Dawnatic Games angekündigt. Das Tower-Defense-Handyspiel beinhaltet den Kampf des Charakters Vincent Weynard gegen verschiedene Monster und der Spieler muss sich gegen diese verteidigen. Im Mai 2008 erfolgte die Veröffentlichung über das Portal von T-Mobile.
Das Spiel wurde in deutscher, englischer, italienischer, französischer und spanischer Sprache veröffentlicht.

### Vampires Dawn: Elemental Mage
Einen Monat nach der Ankündigung des zweiten Ablegers wurde der dritte und letzte Ableger angekündigt. Das Handyspiel kombiniert die Aspekte des Adventures und des Lösens von Puzzles. Der Ableger wurde ebenfalls im Mai 2008 veröffentlicht, allerdings durch MojosMobile als Publisher.

## Charaktere

### Hauptcharaktere
- Alaine Frynia (Vampires Dawn 1, 2 & 3)

Sie arbeitete als Assistentin bei dem Priester Vincent Weynard. Als sie eines Tages auf der Suche nach Kräutern war, fand sie ein Zauberbuch. Sie brachte es zu Vincent, der dieses interessiert studierte. Vincent schien sich daraufhin verändert zu haben, er wollte Vampire erschaffen, um Macht zu erhalten. Als Alaine Vincent zurückwies, verfluchte er sie kurzerhand. Sie fiel in eine ewige Ohnmacht, aus der sie nicht aufwachen konnte, doch auch nicht sterben konnte. Alaine Frynia wurde als Vampir der 1. Generation von Asgar wiedererweckt. Sie ist zu Beginn die Freundin von Asgar, doch wandelt sie sich stark im Laufe der Geschichte.
- Asgar Serran (Vampires Dawn 1, 2 & 3)

Asgar lebte schon zur Zeit, als Vampire das Land überfluteten. Als er und seine Stiefeltern nach Asran gingen, wurden sie in einem Wald ganz in der Nähe von Asran von dem Vampir Abraxas überfallen. Abraxas tötete Asgars Eltern. Als er sich Asgar zuwenden wollte, ihn schon zum Teil ausgesaugt hatte, kam ihm Vincent Weynard dazwischen. Abraxas musste von seinem Opfer ablassen, wodurch Asgar zu einem Vampir wurde. Nach Vincents Tod übernahm er das „Schloss der Aldaines“. Die derzeitigen Bewohner tötete oder machte er zu Untoten (Zombies, Skelette). Er ist ein Vampir der 2. Generation.
- Valnar Darnus (Vampires Dawn 1, 2 & 3)

Ein junger Krieger aus der Stadt Limm, dessen Eltern schon früh gestorben sind. Verliebt und naiv merkt er nicht, dass seine Ehefrau Aysha ein Vampir ist. Selbst durch Asgar Serran in einen Vampir verwandelt, versucht er diese bedrückende Existenz abzulegen. So nimmt der Konflikt mit Asgar seinen Lauf. Er ist ein Vampir der 3. Generation.
- Celene Varianis (Vampires Dawn 3)

Celene ist ein Vampir der 3. Generation und ist im Verlauf des jahrzehntelangen Krieges zwischen Alaine Frynia und Asgar Serran zur neuen Geliebten Asgars geworden. Sie hat in ihrer Vergangenheit viel mitgemacht und ist Alaine und Valnar gegenüber feindlich gesinnt.

### Nebencharaktere
- Abraxas Ethar / Vince Neras (Vampires Dawn 1, 2, 3 & Deceit of Heretics)

Abraxas ist ein Vampir der 1. Generation und einer der Antagonisten im ersten Teil. Im zweiten Teil hat er nur einen kurzen Auftritt in der Ebene der Blutgeister, bevor seine Existenz durch eine Maschinerie für immer ausgelöscht wird. Noch unter dem Namen Vince Neras ist er der Protagonist aus dem Handyableger Deceit of Heretics. Dort hat er zwei Skelettdiener, Romus und Manok, und nimmt außerdem die kürzlich verwandelte Lara auf. Im dritten Teil taucht er in einem der möglichen Enden auf.
- Aysha Darnus / Ayrene Molana Trevos (Vampires Dawn 1, 2, 3 & Deceit of Heretics)

Aysha ist eine ehemalige Priesterin, die an der Seite von Vincent Weynard im Heiligen Kreuzzug gekämpft hat. Nach ihrer Verwandlung zum Vampir der 2. Generation durch Vince Neras tauchte sie unter und wurde Valnars Ehefrau. Später wird sie durch einen Zauber zum Handlanger von Abraxas und damit zu einem Antagonisten im ersten Teil. Im zweiten Teil taucht sie lediglich als Erinnerungsfragment und Einbildung Valnars auf. Im dritten Teil taucht sie neben Abraxas in einem möglichen Ende auf.
- Jayna Erys (Vampires Dawn 1, 2 & 3)

Jayna ist die Vampirtochter von Valnar und Alaine und ein Vampir der 2. Generation. Im ersten Teil kommt sie nur kurz im Epilog vor. Im zweiten Teil spielt sie eine größere Rolle und ist ungewollt die Antagonistin, da sie von einem Schattengeist besessen ist. Im dritten Teil ist sie ebenfalls eine Antagonistin.
- Nyria Erys (Vampires Dawn 2 & 3)

Nyria ist Jaynas Schwester und dient in der Armee des Königs. Sie ist ein Mensch und spielt eine tragende Rolle im zweiten Teil. Im dritten Teil ist sie zusammen mit ihrer Schwester Jayna eine der Antagonisten.
- Jinnai (Vampires Dawn 2)

Ein seltsames Wesen, das sich als Helfer von den drei Hauptcharakteren ausgibt. In Wirklichkeit ist er während des gesamten Spiels vom Schattengeist Pharao Ustra besessen und seine wahre Persönlichkeit bleibt unbekannt.
- Lara Vynus (Vampires Dawn: Deceit of Heretics)

Lara wurde kürzlich von ihrem Vater in einen Vampir verwandelt und dann von Vince aufgenommen. Zusammen suchen sie nach ihrem Vater.
- Pharao Ustra (Vampires Dawn 1 & 2)

Ein mächtiger Pharao, der in Verbindung mit den Elras steht. Im ersten Teil erscheint lediglich ein Abbild des Pharaos. Im zweiten Teil spielt er jedoch eine tragende Rolle.
- Ronak (Vampires Dawn 1, 2 & Deceit of Heretics)

Ronak ist Asgars treuer Diener. Er ist ein sprechender Stierbulle und kümmert sich im ersten und zweiten Teil um Asgars Schloss. In Deceit of Heretics hat er noch einen anderen Meister mit dem Namen Lyle. Im dritten Teil wird er nur noch in vereinzelten Gesprächen erwähnt.
- Vincent Weynard (Vampires Dawn 1, 2 & Deceit of Heretics)

Vincent ist bekannt als Retter der Menschen. Er lebte 400 Jahre vor Beginn der Handlung des ersten Spiels, in der Stadt Asran. Anfangs nur ein einfacher Dorfpriester, bekämpfte er die Vampire im Heiligen Kreuzzug und erlangte so Ansehen, das Vertrauen der Menschen und schließlich den höchsten Rang der Kirche, Hohepriester. Doch eigentlich ist er selbst ein Vampir der 0. Generation, der erste aller Vampire und Antagonist im ersten Teil. Wie Abraxas taucht er im zweiten Teil in der Ebene der Blutgeister auf, bevor seine Existenz durch eine Maschinerie für immer ausgelöscht wird. Im dritten Teil taucht er nur noch als Bestandteil von Erzählungen auf.

## Adaptionen

### Romane
- Vampires Dawn. Weltenschmiede Verlag, Hamburg, 2013, ISBN 978-3-944504-08-7.
- Vampires Dawn II: Ancient Blood. Weltenschmiede Verlag, Hamburg, 2016, ISBN 978-3-944504-39-1.

Vampires Dawn: Reign of Blood erschien am 31. Oktober 2013 als Taschenbuch und E-Book im Weltenschmiede Verlag. Das Buch umfasst 220 Seiten und wurde von Cairiel Ari mit Unterstützung von Marlex selbst geschrieben. Das Vorwort wurde exklusiv von Marlex verfasst und das Lektorat sowie die Covergestaltung wurde von Toni Kuklik übernommen. Ein Buchtrailer erschien Ende September und eine Leseprobe folgte Anfang Oktober auf der Facebook-Seite des Weltenschmiede Verlags. Marlex’ Anteil sollte genutzt werden, um Geld für einen Prototyp von Vampires Dawn: The Crimson Realm zu sammeln, um diesen entweder für das zweite Crowdfunding oder zur Vorstellung bei einem Publisher zu verwenden.
Im Dezember 2013 gab Cairiel Ari bekannt, dass auch das zweite Videospiel in Buchform erscheinen würde. Die Romanfassung von Vampires Dawn II: Ancient Blood erschien am 31. März 2016 ebenfalls im Weltenschmiede Verlag. Marlex hat zudem die ersten 30 Exemplare signiert. Die Covergestaltung wurde erneut von Toni Kuklik übernommen.

### Browserspiele
Es gibt zwei inhaltlich an Vampires Dawn orientierte Browserspiele:
- Das seit 2005 bestehende Vampires Dawn – Das Browserspiel von „Sogil“ basiert auf dem Burgenkampfsystem von Vampires Dawn 2. Das Ziel des Spieles ist es, so viele Bruchstücke wie nur möglich zu ergattern und aus ihnen Ritualpunkte zu entnehmen. Wenn eine bestimmte Grenze überschritten ist, gewinnt die Nation oder Rasse, die diese Grenze überschritten hat. Es wird auch Vampires Dawn Online (VDO) genannt.
- Des Weiteren wurde 2009 ein zweites Vampires-Dawn-Browserspiel veröffentlicht, das auf einem anderen Spielprinzip aufbaut. Dort steht der Ausbau der Infrastruktur einer Burg im Vordergrund; das Browsergame ist eher ein Aufbau-Strategie-Spiel. Dieses Spiel wurde mit dem Relaunch der Vampires-Dawn-Webseite durch Brianum in selbige integriert.

### Fanprojekte
Nach dem großen Erfolg der Serie wurden viele Projekte von Fans begonnen. Diese Spiele werden ebenfalls auf der offiziellen Webseite vorgestellt und sind dort zum Download erhältlich. Nachfolgend sind entweder Parodien oder inoffizielle Mods und Remakes aufgeführt:
- Vampires Dawn II: Was wirklich geschah!
- Vampires Deaf I & II
- Vampires Peal
- Vampires Dawn 1 : Special Edition
- Vampires Dawn 2 : Special Edition
- Vampires Dawn 3 : Special Edition
- Vampires Dawn 1 - Everlasting Reign
- Vampires Dawn 2 - Everlasting Blood